# Забары (Одесская область)
Забары (укр. Забари) — село, относится к Саратскому району Одесской области Украины.
Население по переписи 2001 года составляло 651 человек. Почтовый индекс — 68241. Телефонный код — 4848. Занимает площадь 1,25 км². Код КОАТУУ — 5124580901.

## Местный совет
68241, Одесская обл., Саратский р-н, с. Забары, ул. Советская, 105